# Mariënburg
Mariënburg – miasto w Surinamie; w dystrykcie Commewijne; 4559 mieszkańców (2008). Przemysł spożywczy, odzieżowy.